# Beau Travail
Beau Travail (no Brasil, Bom Trabalho) é um filme francês de 1999 dirigido por Claire Denis e que é vagamente baseado na novela de 1888 de Herman Melville, Billy Budd. A história se passa no Djibouti, onde os protagonistas são soldados da Legião Estrangeira Francesa. Partes da trilha sonora do filme são da ópera de 1951 de Benjamin Britten, baseada na novela.
O elenco é estrelado por Denis Lavant, Michel Subor e Grégoire Colin. O filme foi apresentado na Mostra de Veneza de 1999, no Festival de Toronto de 1999, no Festival de Sundance de 2000 e na Berlinale de 2000; sendo reprisado na Berlinale de 2010.

## Trama
No Golfo do Djibuti, um pelotão da Legião Estrangeira Francesa conserta as estradas e treina para a guerra sob a rígida disciplina do Sargento Galoup. Para ele, essa comunidade masculina representa sua vida e seu lar. Mas a ordem será gradualmente quebrada com a chegada do novo recruta Sentain.

## Elenco
- Denis Lavant - Ajudante-Chef Galoup
- Michel Subor - Major Bruno Forestier
- Grégoire Colin - Legionário Gilles Sentain
- Richard Courcet - Legionário
- Nicolas Duvauchelle - Legionário

Subor interpretou um personagem com o mesmo nome 30 anos antes em Le petit soldat, de Jean-Luc Godard.

## Produção
Em uma entrevista, Denis disse: "Um dos membros do elenco realmente esteve na Legião, então pegamos todos os seus exercícios reais e os fizemos juntos todos os dias, para concentrar os atores como um grupo. Nunca dissemos que íamos coreografar o filme. Mas depois, quando começamos a filmar, usando a música de Britten, esses exercícios se tornaram como uma dança."

## Recepção
O filme foi muito aclamado nos Estados Unidos, liderando a votação dos críticos de cinema do Village Voice em 2000, com Claire Denis também ficando em segundo lugar na categoria de melhor diretor. Jonathan Rosenbaum, do Chicago Reader, classificou-o como uma "obra-prima", dando-lhe a classificação mais alta do jornal, quatro estrelas. Charles Taylor, do Salon.com, escreveu que "Beau Travail é o exemplo mais extremo do talento [de Denis], desconcertante e estimulante. Não sei quando vi um filme que é tão estranho ao que me atrai no cinema e ainda assim me senti enfeitiçado." Peter Travers, da Rolling Stone, deu a nota mais alta da revista, chamando-o de "único e inesquecível". J. Hoberman, do Village Voice, escreveu que o filme é "tão tátil em sua cinematografia, inventivo no posicionamento da câmera e sensual em sua edição que a narrativa propositalmente oblíqua e lânguida é praticamente eclipsada". A estudiosa do cinema, Erika Balsom, escreveu que a sequência final "é talvez o melhor final de qualquer filme, de todos os tempos", explicando que "Galoup encontra um ritmo de vida que não segue nenhum dos padrões do poder colonial e patriarcal que o filme traça e complica com tanta habilidade. ..ele habita uma utopia de movimento sem regras".
O site agregador de resenhas, Metacritic, deu ao filme uma pontuação de 91 em 100 com base em 20 resenhas, indicando "aclamação universal". O Rotten Tomatoes, outro agregador, relata um índice de aprovação de 86% com base em 44 avaliações, com uma média ponderada de 7,8/10. O consenso do site diz: "Beau Travail encontra a diretora Claire Denis recorrendo à literatura clássica para construir uma tragédia moderna alimentada por desejos atemporais".
A revista Variety nomeou Beau Travail como um dos 100 melhores filmes de todos os tempos (nº 69).
Na enquete da crítica da Sight & Sound de 2022, Beau Travail foi classificado como o 7º melhor filme de todos os tempos.